# Jonathan Elias
Jonathan Elias (New York, 1956) è un compositore e produttore discografico statunitense.
È noto per alcune celebri colonne sonore cinematografiche, per gli artisti pop e rock di cui è stato produttore, e per la realizzazione di jingle pubblicitari.

## Biografia
Elias frequentò la Eastman School of Music con l'aspirazione di diventare un compositore di musica classica e un direttore d'orchestra. Mentre era a scuola, iniziò a scrivere musica per trailer cinematografici (quali ad esempio quelli di Alien, Blade Runner, Gandhi, e Ritorno al futuro). Arrivò poi a comporre intere colonne sonore, da Grano rosso sangue (Children of the Corn) a Parents, Chaplin, Leprechaun 2, e altri.
Nel 1980 fondò la società Elias Associates, che divenne poi Elias Arts. Tra i successi della Elias Arts si può ricordare il tema "Moon Landing" che fu usato per la sigla del top-of-the-hour di MTV, il tema della Columbia Pictures e il famoso jodel di Yahoo!.  All'inizio degli anni ottanta incontrò John Barry (famoso la colonna sonora di James Bond), e iniziò a collaborare con lui su numerose nuove colonne sonore, tra cui Doppio taglio e Agente 007 - Bersaglio mobile (A View to a Kill). Durante le sessioni per A View to a Kill, nel 1985, Elias divenne amico dei Duran Duran, che suonavano la title track del film.
L'anno seguente, mentre lavorava alla colonna sonora del film 9 settimane e ½ di Adrian Lyne, Elias scrisse insieme a Michael Des Barres la canzone I Do What I Do, che fu pubblicata come primo singolo dall'album della colonna sonora. Des Barres aveva suonato col bassista dei Duran Duran, John Taylor, nel gruppo Power Station, che fu reclutato per cantare I Do What I Do. La canzone raggiunse la posizione #42 nelle classifiche inglesi e #23 negli Stati Uniti. De Barres ed Elias scrissero e produssero insieme anche il brano strumentale al pianoforte Jazz che appariva sul lato B del singolo. Elias e Taylor quell'anno realizzarono molto altro materiale inedito, in seguito raccolto nell'album di Taylor Resumé (1999).

## Produzioni musicali
Oltre a scrivere colonne sonore, Elias è stato produttore di album di numerosi artisti, tra cui David Bowie, Grace Jones, BB King, Alanis Morissette e James Taylor, e fu coproduttore (con Daniel Abraham) dell'album Big Thing dei Duran Duran's (1988). Nel 1995 tornò a collaborare con i Duran Duran suonando il Moog sul loro album Thank You.
Nel 1989, Elias reclutò tutta la formazione dei Duran Duran per il suo primo album, Requiem for the Americas, un tributo alla cultura dei nativi americani. Il contributo più riconoscibile dei Duran Duran all'album è il brano cantato da Simon Le Bon Follow In My Footsteps, in cui cantava anche la vocalista Susanna Hoffs del gruppo The Bangles. John Taylor suonava il basso in The Chant Movement. Anche Jon Anderson degli Yes fu chiamato a cantare su Requiem.
Elias lavorò con gli Yes anche producendo il loro album del 1991 Union. Il risultato fu però oggetto di polemiche e controversie, soprattutto a causa dell'aggiunta ai brani, da parte di Elias, di parti strumentali suonate da musicisti di sessione (a quanto si dice, questa operazione fu condotta da Elias senza interprellare gli Yes). Va anche detto che in quel periodo la formazione degli Yes era piuttosto incerta e molti membri del gruppo non si parlavano neppure.
Nel 2006 collabora con il regista-musicista Dito Montiel nato New York il 26 luglio 1970 nel film Guida per riconoscere i tuoi santi (A Guide to Recognizing Your Saints).
Con Robert Downey Jr., Shia LaBeouf, Chazz Palminteri, Dianne Wiest, Channing Tatum, Melonie Diaz, Martin Compston, Rosario Dawson, Eric Roberts. Genere Drammatico, colore 98 minuti. - Produzione USA 2006.

## Altri campi d'interesse
A metà degli anni novanta, gli interessi di Elias si spostarono dal cinema e la musica rock alla pubblicità. La Elias Arts vinse un premio Emmy per il tema Move creato per la Nike, e decine di premi Clio (e altri premi del settore della pubblicità) per il suo lavoro per società di alto livello come Ford, General Motors, Nissan, Audi, Infiniti, Mercedes, AT&T, NASDAQ, IBM, Apple, Sony, Levi's e Adidas.

## Impegni recenti
Nel 1999 Elias ha pubblicato un altro album solista, la suite classica The Prayer Cycle, a cui è seguita, nel 2004, una composizione per pianoforte e quartetto d'archi, American River.
Sempre nel 2004 Elias ha collaborato con Robert Downey Jr. per l'album The Futurist e si è occupato della colonna sonora del film The Singing Detective.
Sua nel 2010 la musica dello spot Sony Internet TV dove un gruppo di bambini giocano a calcio sognando di essere in uno stadio dei mondiali. Il pezzo si intitola "Simple World".(Fonte Sony Europe)